# Subligaculum

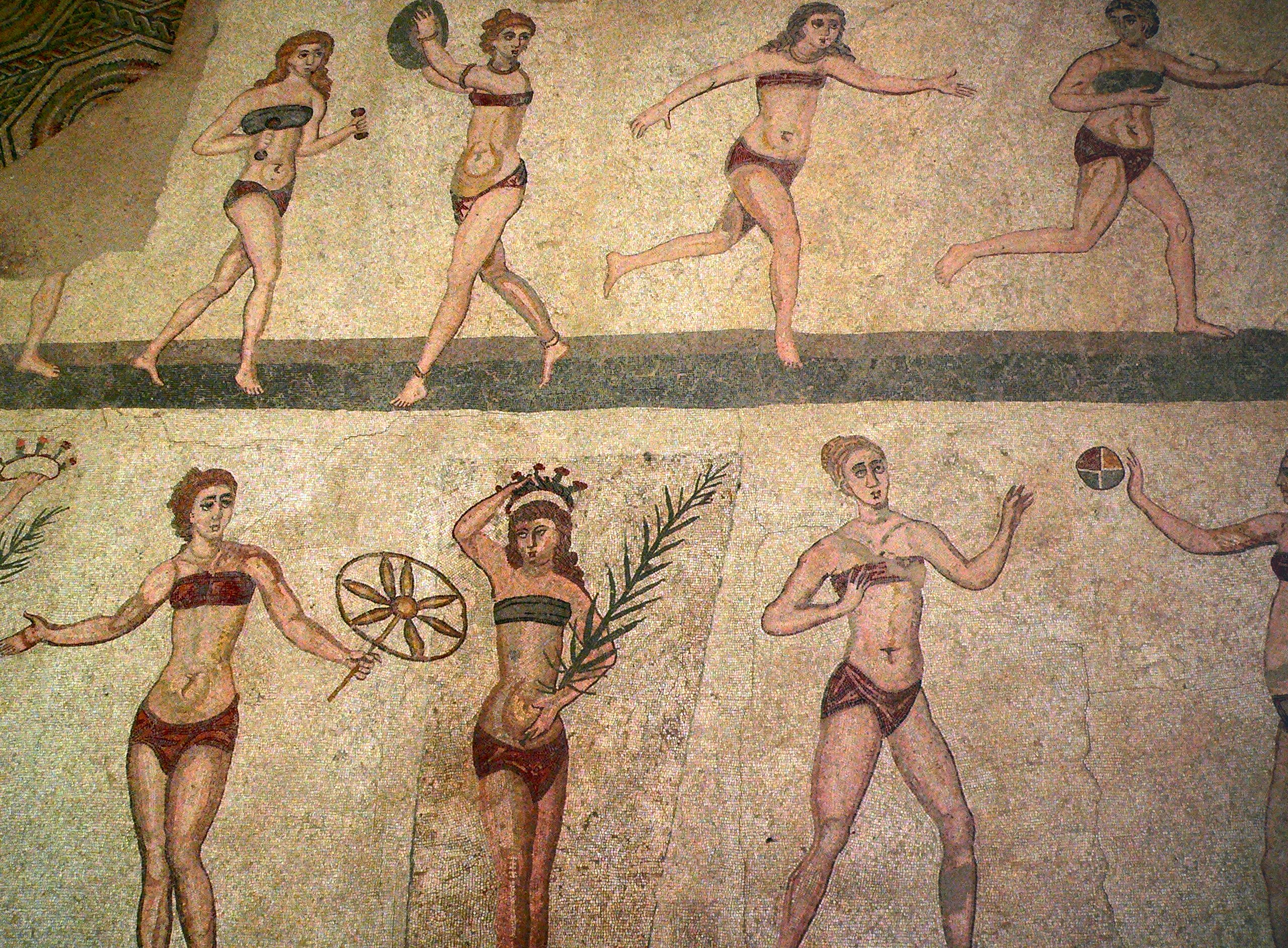
Atlete femminili che indossano abbinati, a mo’ di bikini, un subligaculum ed uno strophium (la fascia per il seno)

Il subligaculum (dal latino subligo, "legare sotto", + -culum, suffisso che indica strumenti) o subligacolo era uno degli indumenti di biancheria intima più comunemente indossati dagli antichi Romani, il cui uso nella società romana si diffuse dai vicini Etruschi.
Il subligaculum era una sorta di sottofascia costituita da una striscia di lino, una sorta di semplice perizoma avvolto intorno alle cosce e allacciato alla vita, e che poteva essere portato indifferentemente sia dagli uomini, al di sotto della tunica o della toga, che dalle donne, al di sotto della stola.
Con il termine subligaculum s'intendeva anche una specie di mutandone a pantaloncino, piuttosto aderente, che faceva parte dell'abbigliamento di ballerine e attori sul palcoscenico, ma anche di atleti e gladiatori, come il retiarius (il gladiatore con la rete), che lo teneva fissato alla cintola mediante un ampio cinturone, il balteus.